# Michel Amoric
Michel Amoric (né le 8 décembre 1949 à La Garenne-Colombes) est un guitariste, luthiste et compositeur français.

## Biographie
Michel Amoric commence ses études musicales à l’âge de 7 ans à l’école normale de musique de Paris. Il reçoit son doctorat de musicologie  de l’université IV-Sorbonne et se forme à l’informatique musicale à l’IRCAM, au GRM et à l’UPIC.
Il est longtemps guitariste à l’ensemble 2e2m, du GERM, au Nouvel Orchestre philharmonique et l’Orchestre national de France. Épisodiquement, il joue avec l’Ensemble intercontemporain, Ars Nova, l’Itinéraire…
Comme luthiste, il est attaché à la compagnie Renaud-Barrault, au théâtre du Châtelet… Il est dédicataire et créateur d’œuvres en soliste de Michael Levinas, Marc Monnet, Nguyen Thien Dao, Jean-Yves Bosseur, Horatiu Radulescu, Beatriz Ferreira…
Pour compléter le déploiement de ce répertoire, il compose plusieurs pièces pour luth renaissance, luth baroque, théorbe ; avec ou sans contributions électroniques.

## Discographie
- Robert de Visée, Pièces pour guitare, luth et théorbe, 1976 (AZ 5882)
- Antonio Vivaldi, Intégrale des œuvres pour luth, 1981 (Adès 14024)[2].
- François Campion, Nouvelles Découvertes sur la guitare, 1984 (Arion 38750)[2].

Ainsi que sa participation aux enregistrements d’œuvres de Pierre Barbaud, 1971 (Barclays-inédits ORTF 995 025), de Gilbert. Amy, 1978 (Adès 14.010), de Paul Mefano, 1978 (CBS 76783) et de l’ensemble Florilegium Musicum, Dir. Jean-Claude Malgloire, 1976 (CBS 76534).

## Publications
- Hector Berlioz, 36 pièces originales, 1986, Ed. Transatlantiques ETR001770.
- «Robert Meigret, Julien Belin : deux compositeurs manceaux de musique profane de la Renaissance », Revue historique et archéologique du Maine, série 4, tome 2 (2002), p. 243-260.
- « Le tombeau de Marin Mersenne », in The Open Music composer's book n° 1, p. 11, 2006, IRCAM, CNRS, éd. Delatour.

## Compositions
- Suite en ré pour deux luths baroques, 1984, Festival Estival de Paris.
- Le journal de Jean Heroard, pour luth renaissance, trio à cordes et Michael. Lonsdale, récitant, 1988, Radio France, théâtre du rond-point.
- Afabulagraphia pour bande et la viole de gambe et la voix de Rouillée, 1987, Opéra de Lyon.
- Tombeau de Marin Mersenne, pour théorbe et general midi. 2005, IRCAM[3].
- Tabula mirifica pour luth renaissance, 2006, GRM-Radio France.
- Et Verbum caro factum est… pour chœurs et percussions, 2005, Dinan.
- Iberian material, pour l’orchestre français de flûte, dir. Pierre –Yves Artaud,2007, Salle Cortot.
- Blancrocher XXI, Santa Rosa, Wayang, Fantasia ...,, "le départ des oiseaux'' pour luth ou guitare, 2009-2017, CD[4].